# محمد-كان أيطن
محمد-كان أيطن (بالألمانية: Mehmet-Can Aydın)‏ هو لاعب كرة قدم ألماني وتركي، ولد في 9 فبراير 2002 في فورسلن في ألمانيا.

## وصلات خارجية
- محمد-كان أيطن على موقع الاتحاد الأوربي (الإنجليزية)
- محمد-كان أيطن على موقع اتحاد تركيا (لاعب) (الإنجليزية)
- محمد-كان أيطن على موقع قاعدة بيانات كرة القدم.إي يو (الإنجليزية)
- محمد-كان أيطن على موقع بيانات كرة القدم. دي إي (الألمانية)
- محمد-كان أيطن على موقع Soccerbase.com (لاعب) (الإنجليزية)
- محمد-كان أيطن على موقع Soccerway.com (الإنجليزية)
- محمد-كان أيطن على موقع عالم كرة القدم.نت (الإنجليزية)